# العاشقة (فلم 1980)
العاشقة هو فيلم مصري أنتج عام 1980.

## طاقم العمل

### ابطال الفيلم
- نيللي
- بوسي
- مصطفى فهمي
- أمينة رزق
- حسين الشربيني
- عمر خورشيد
- نجوى فؤاد
- سهير طه حسين
- أحمد الحداد
- أحمد راتب
- سمير وحيد
- هاني شنودة
- جمال رحيم
- عادل عيد
- عمرو فؤاد
- محمد حلمي
- يوسف العسال
- إبراهيم توفيق
- عبدالمنعم النمر

### موسيقى
- عمر خورشيد   (الألحان والموسيقى التصويرية)
- سيد مكاوي (أغنية عيد الميلاد)
- شوقي حجاب (كلمات "الكتكوت والبيضة")
- هاني  شنودة (لحن "الكتكوت والبيضة")
- مختار السيد   (الألحان)
- مصطفى حميدو   (الألحان)
- أحمد فؤاد حسن   (الألحان)

### صوت
- أندريا زنديلس   (مهندس الصوت)
- عباس بسيوني (تسجيل الصوت)
- جلال عبد الحميد (تسجيل الصوت)
- محمد سليمان (تسجيل الصوت)
- جليلة الحريري   (تسجيل الصوت)
- نصري عبد النور   (تسجيل الألحان)

### إخراج
- عاطف سالم   (مخرج)
- عبد العزيز جاد (مخرج مساعد)
- إبراهيم فتحي   (م. مخرج ثان)
- سعيد زكريا   (كلاكيت)

### معمل
- معامل مدينة السينما (الطبع والتحميض)
- حسن عيسى   (مدير المعامل)
- حامد حفناوي   (تصحيح الألوان)
- ستديو الأهرام   (ستديو التصوير)

### إنتاج
- نادية حمزة   (منتج منفذ)
- بشير حسن (مساعد منتج)
- أفلام عمر خورشيد   (منتج)
- عمر خورشيد   (منتج

### ماكياج
- عبد الوهاب قطب   (ماكيير)
- ميتشو   (ماكيير)
- حمدي سيد.   (م. ماكيير)

### مونتاج
- سعيد الشيخ   (مونتير)
- سلوى بكير   (مونتاج بوزتيف)
- مارسيل صالح.   (نيجاتيف)

### تصوير
- عبد المنعم بهنسي (مدير التصوير)
- غنيم بهنسي   (مصور)

### تأليف
- رفيق الصبان   (سيناريو)
- رؤوف حلمي   (حوار)

### توزيع
- أفلام ايهاب الليثي   (التوزيع الداخلي)
- الشركة اللبنانية للتجارة والإستثمار السينمائي   (التوزيع الخارجي)

### فوتوغرافيا
- محمد بكر (مصور فوتوغرافيا)
- حسين بكر (مصور فوتوغرافيا)

### ديكور
- نهاد بهجت (مهندس الديكور ومنسق المناظر)

### ملابس
- مديحة عقل (ملابس)

### كاستينج
- علي أيوب ريجيسير)

### جرافيكس
- الشحري   (العناوين)